# Dilophonotini
Tribu
Les Dilophonotini  sont une tribu de lépidoptères (papillons) de la famille des Sphingidae, de la sous-famille des Macroglossinae.

## Systématique
La tribu des Dilophonotini a été décrite par l'entomologiste argentin Hermann Burmeister en 1878.

## Taxinomie
La tribu se décompose en deux sous-tribus : 
- Sous-tribu des Dilophonotina Burmeister, 1878 
  - Aellopos  Hübner, 1819
  - Aleuron Boisduval, 1870
  - Baniwa  Lichy, 1981
  - Callionima  Lucas, 1857
  - Cautethia  Grote, 1865
  - Enyo  Hübner, 1819
  - Erinnyis  Hübner, 1819
  - Eupyrrhoglossum  Grote, 1865
  - Hemeroplanes  Hübner, 1819
  - Himantoides  Butler, 1876
  - Isognathus  C. & R. Felder, 1862
  - Kloneus  Skinner, 1923
  - Madoryx  Boisduval, 1875
  - Nyceryx  Boisduval, 1875
  - Oryba  Walker, 1856
  - Pachygonidia  Fletcher, 1982
  - Pachylia  Walker, 1856
  - Pachylioides  Hodges, 1971
  - Perigonia  Herrich-Schäffer, 1854
  - Phryxus  Hübner, 1819
  - Protaleuron  Rothschild & Jordan, 1903
  - Pseudosphinx  Burmeister, 1856
  - Stolidoptera  Rothschild & Jordan, 1903
  - Unzela  Walker, 1856

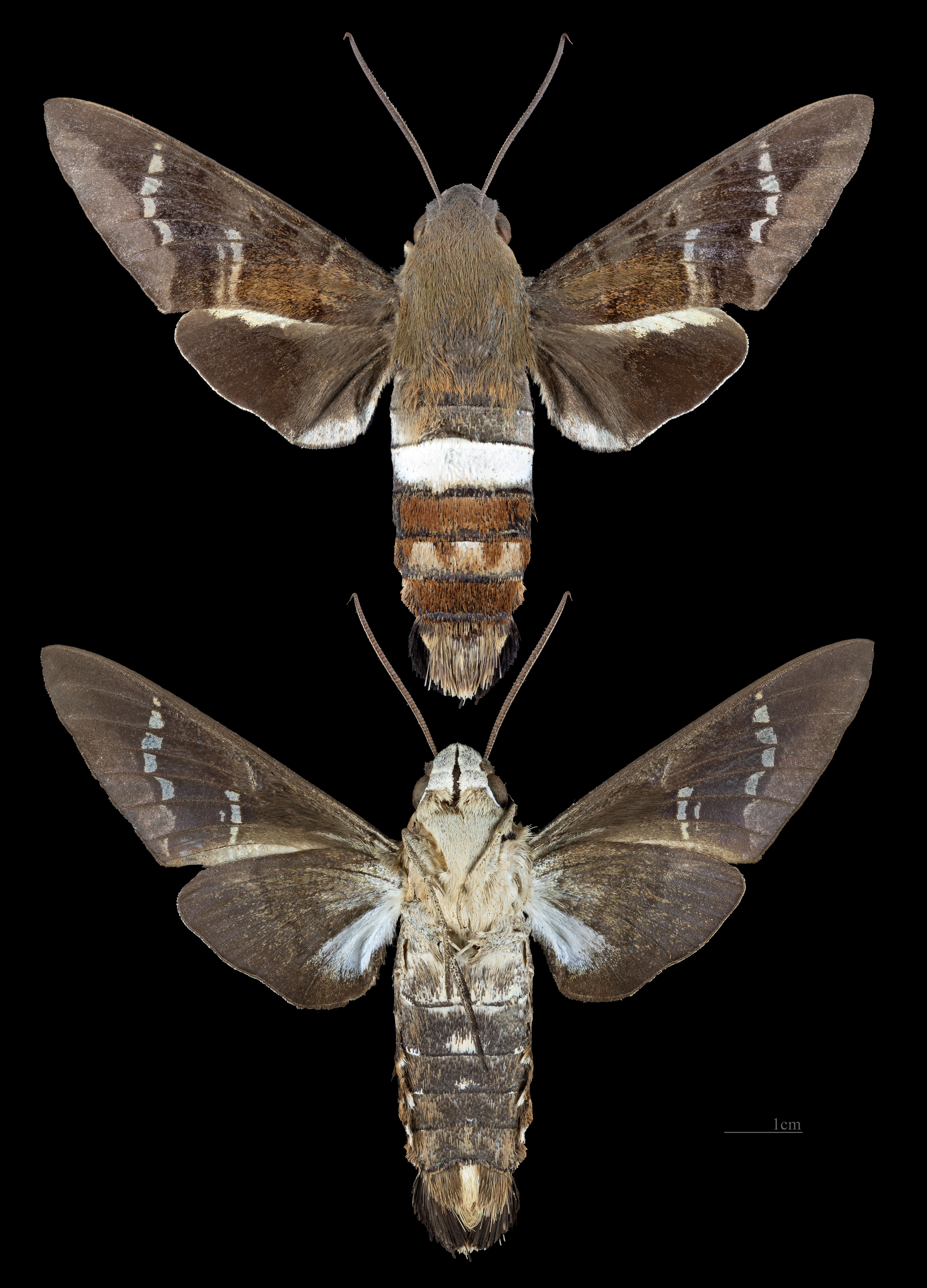
Aellopos
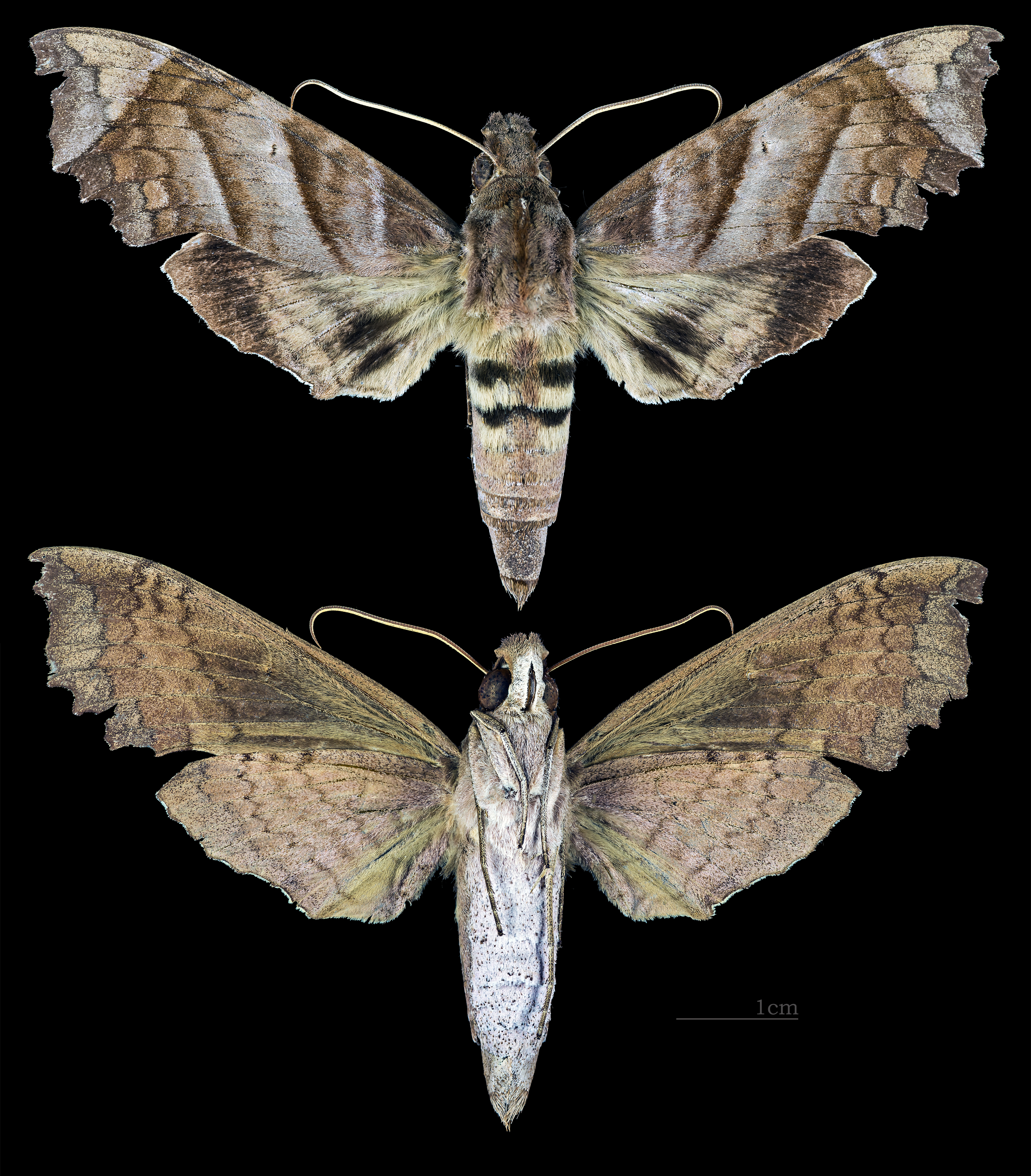
Aleuron
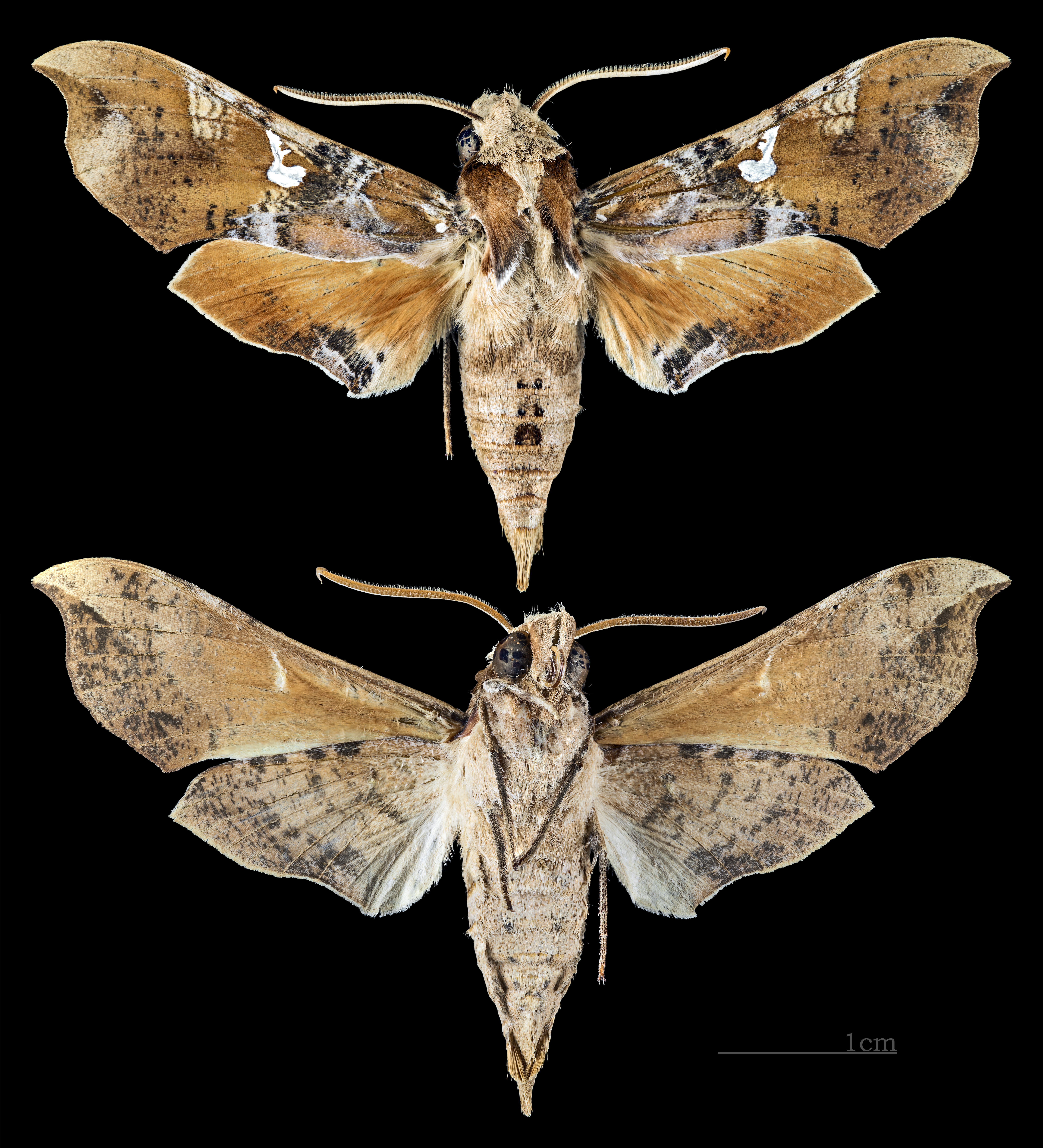
Callionima
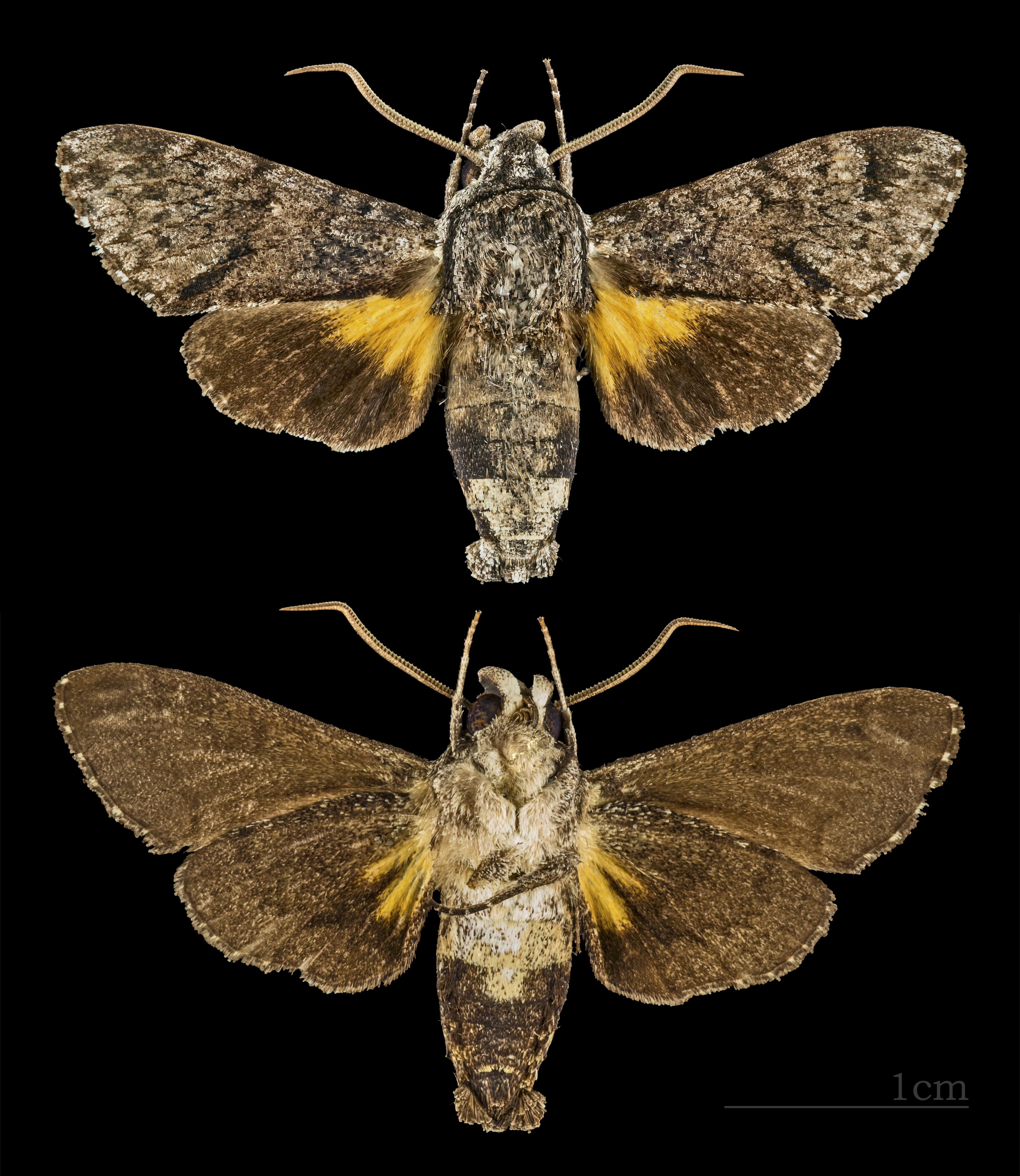
Cautethia
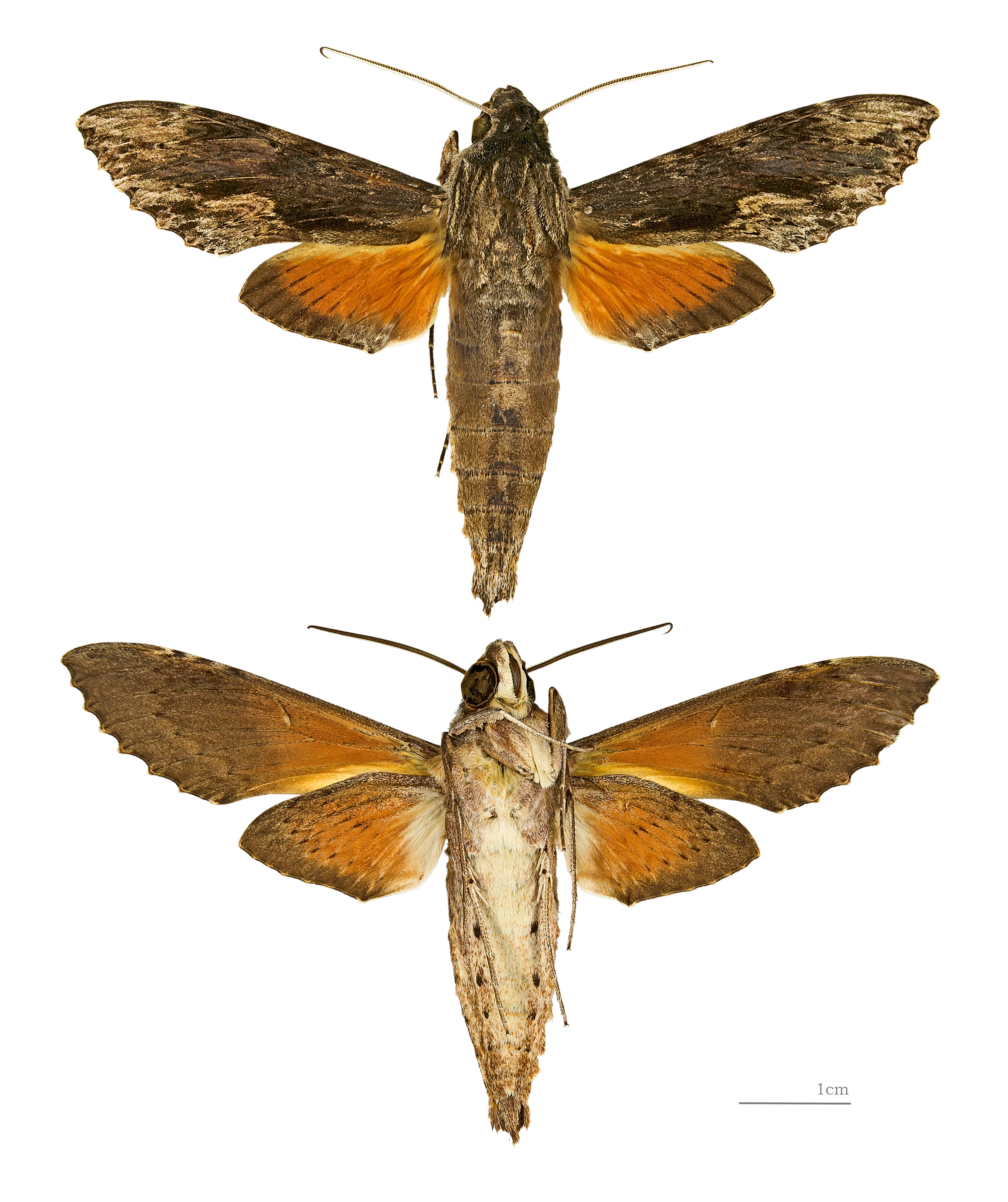
Erinnyis
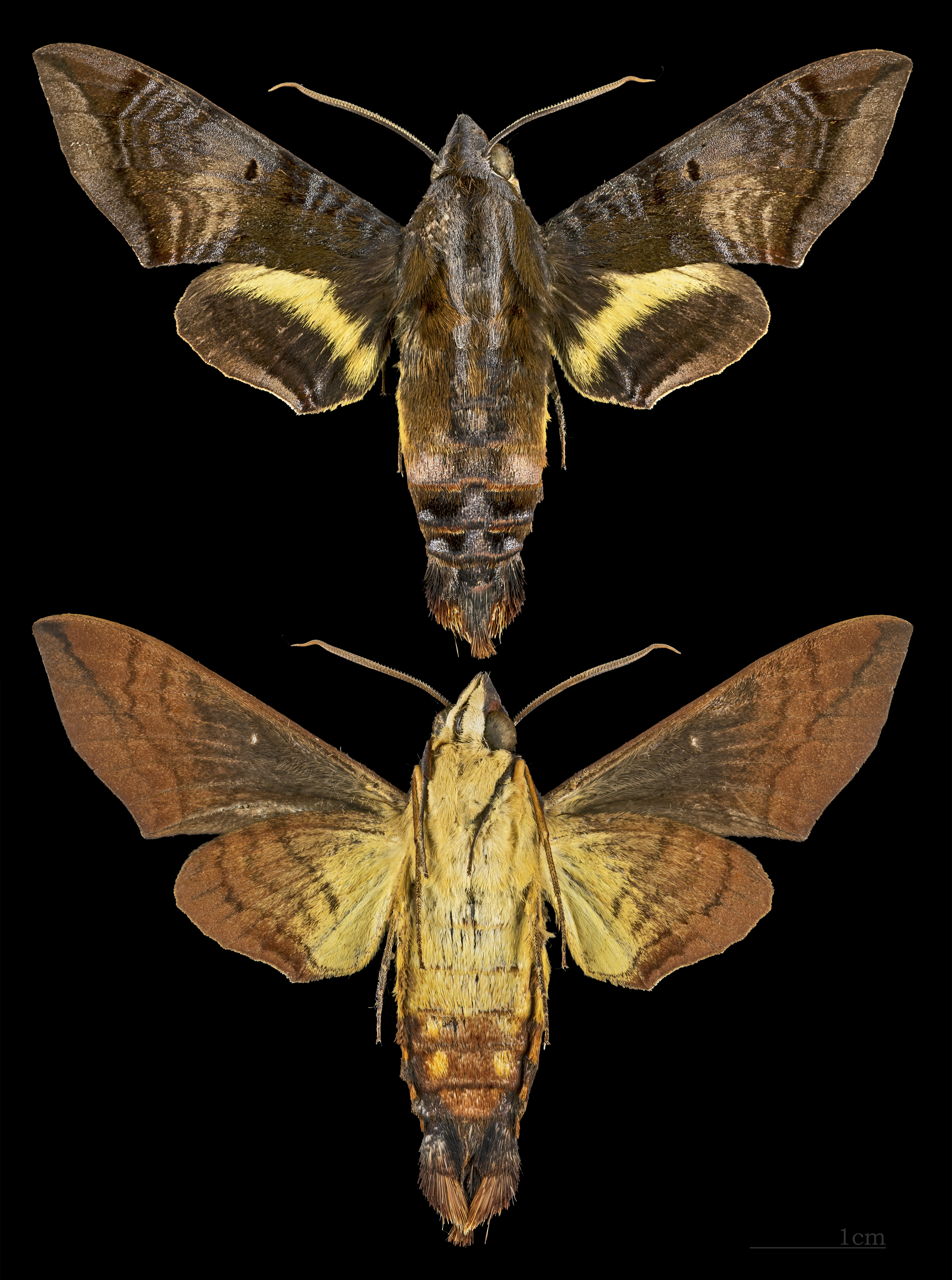
Eupyrrhoglossum
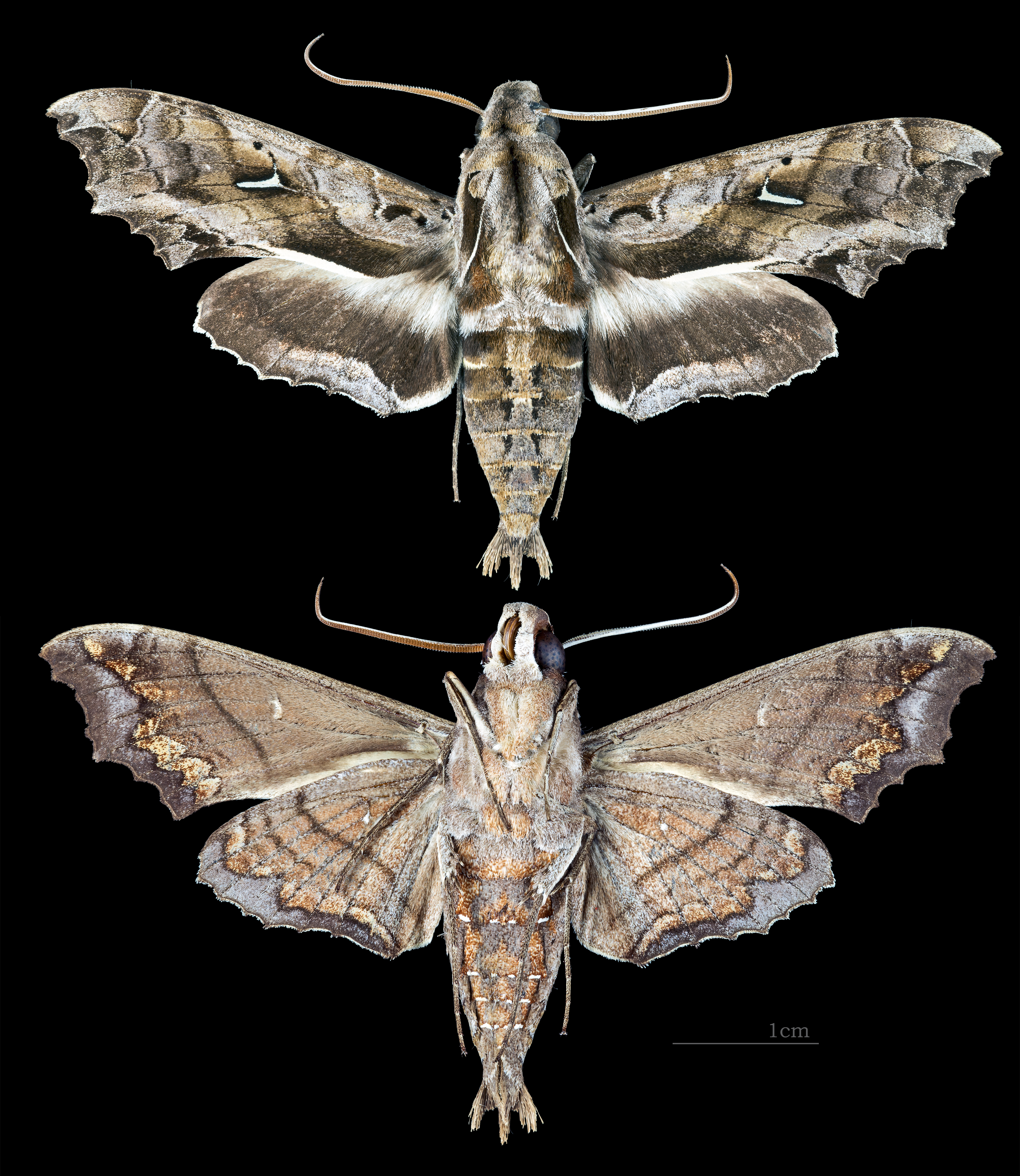
Hemeroplanes
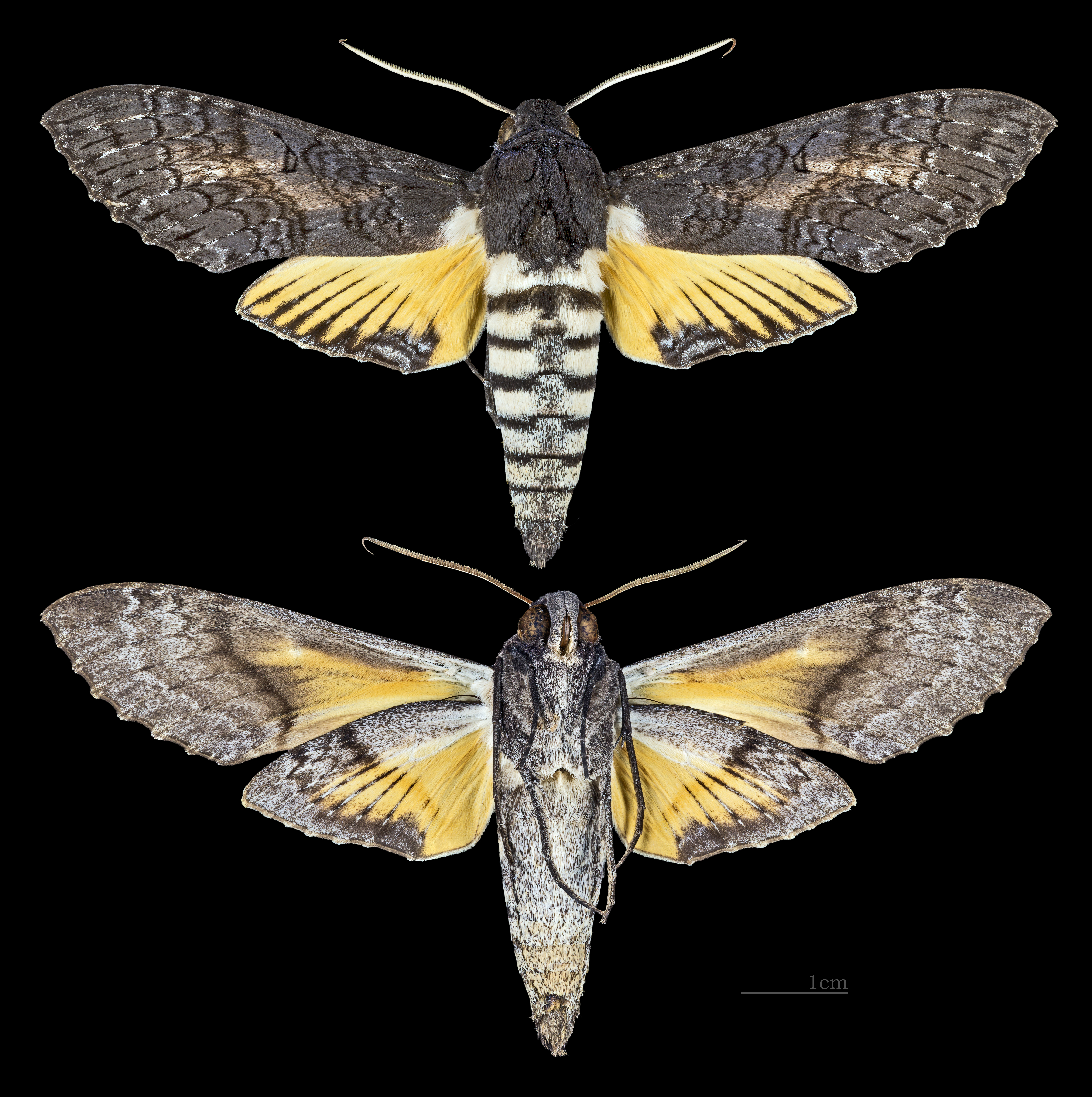
Isognathus
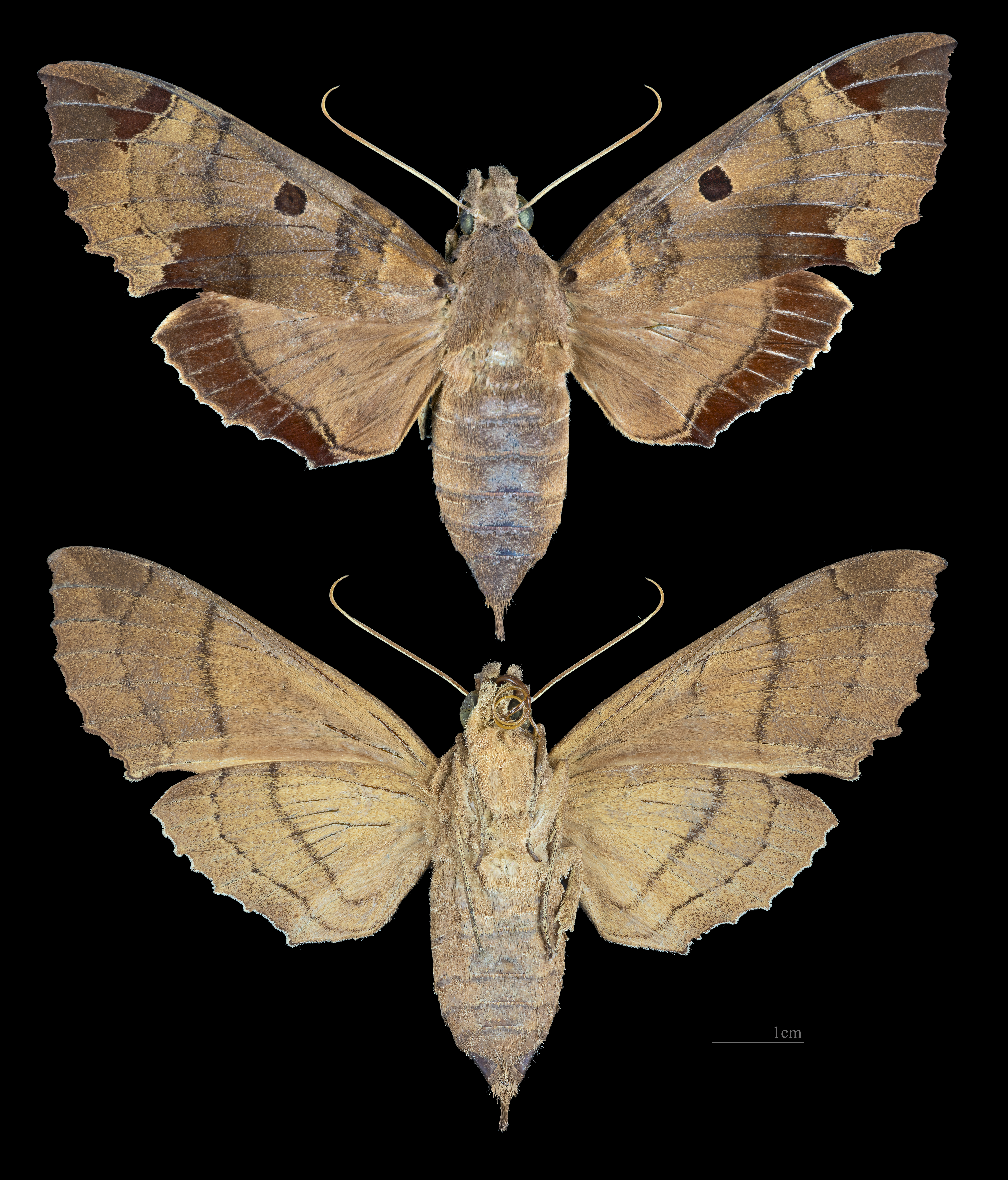
Kloneus
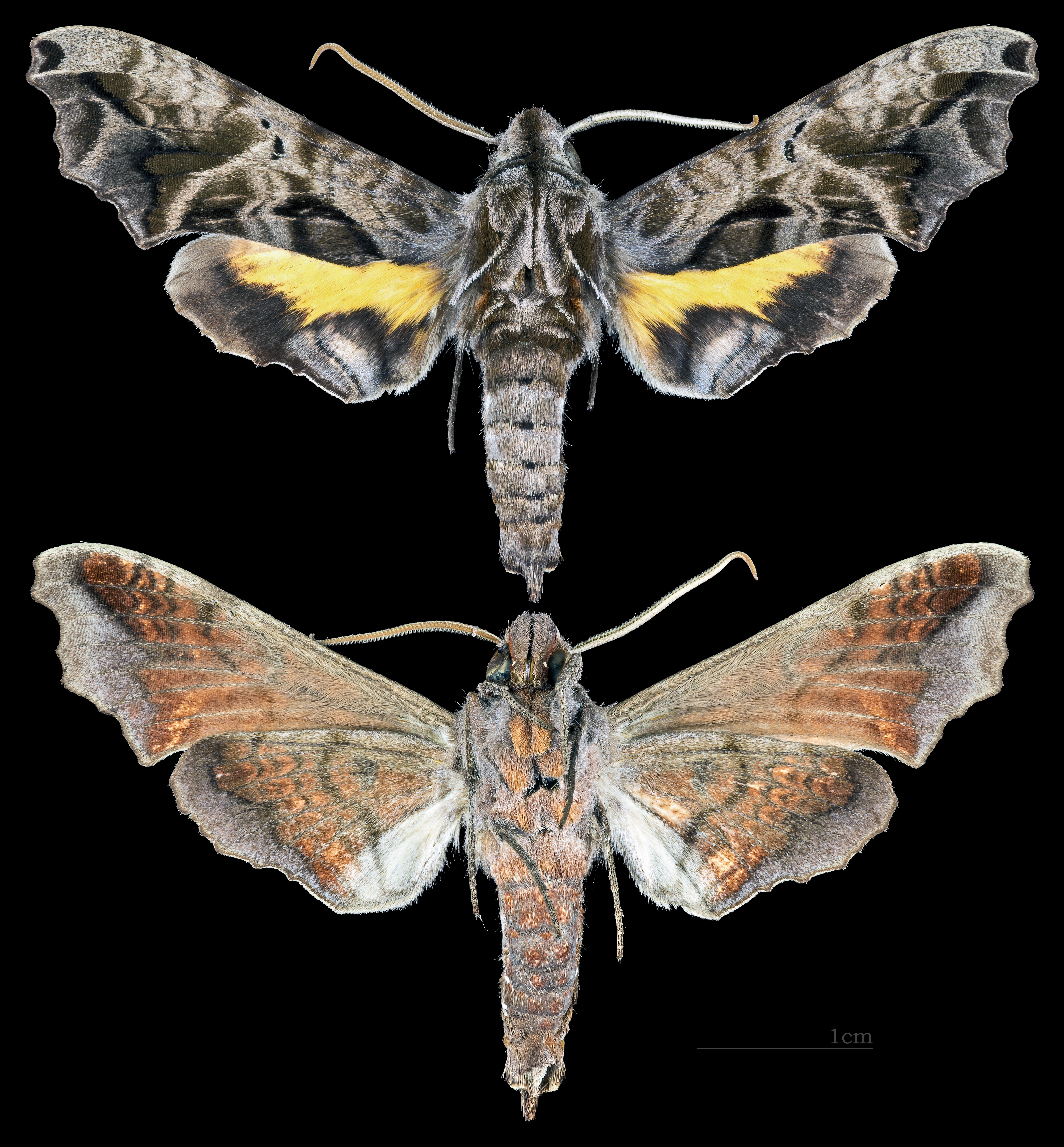
Nyceryx
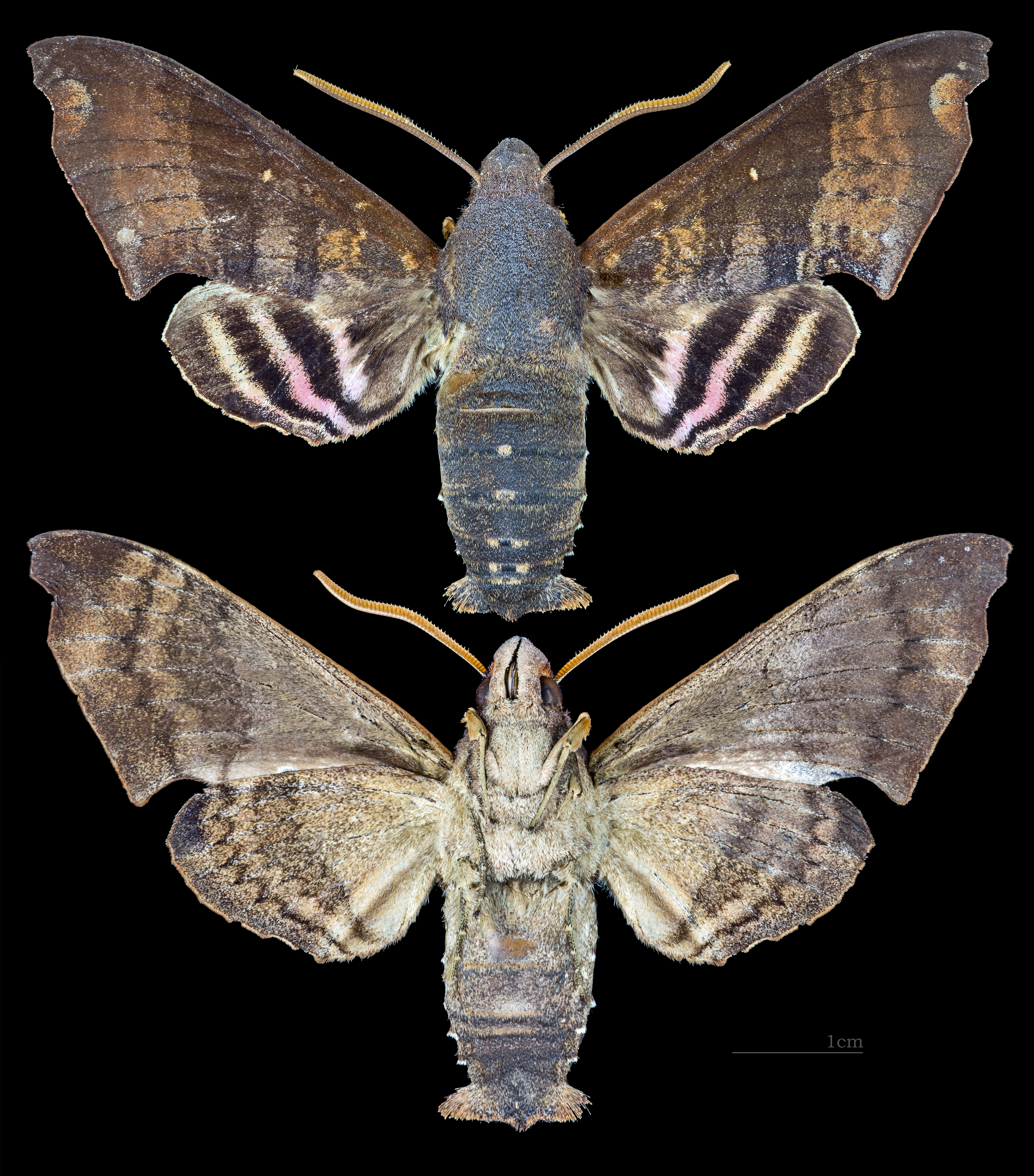
Pachygonidia
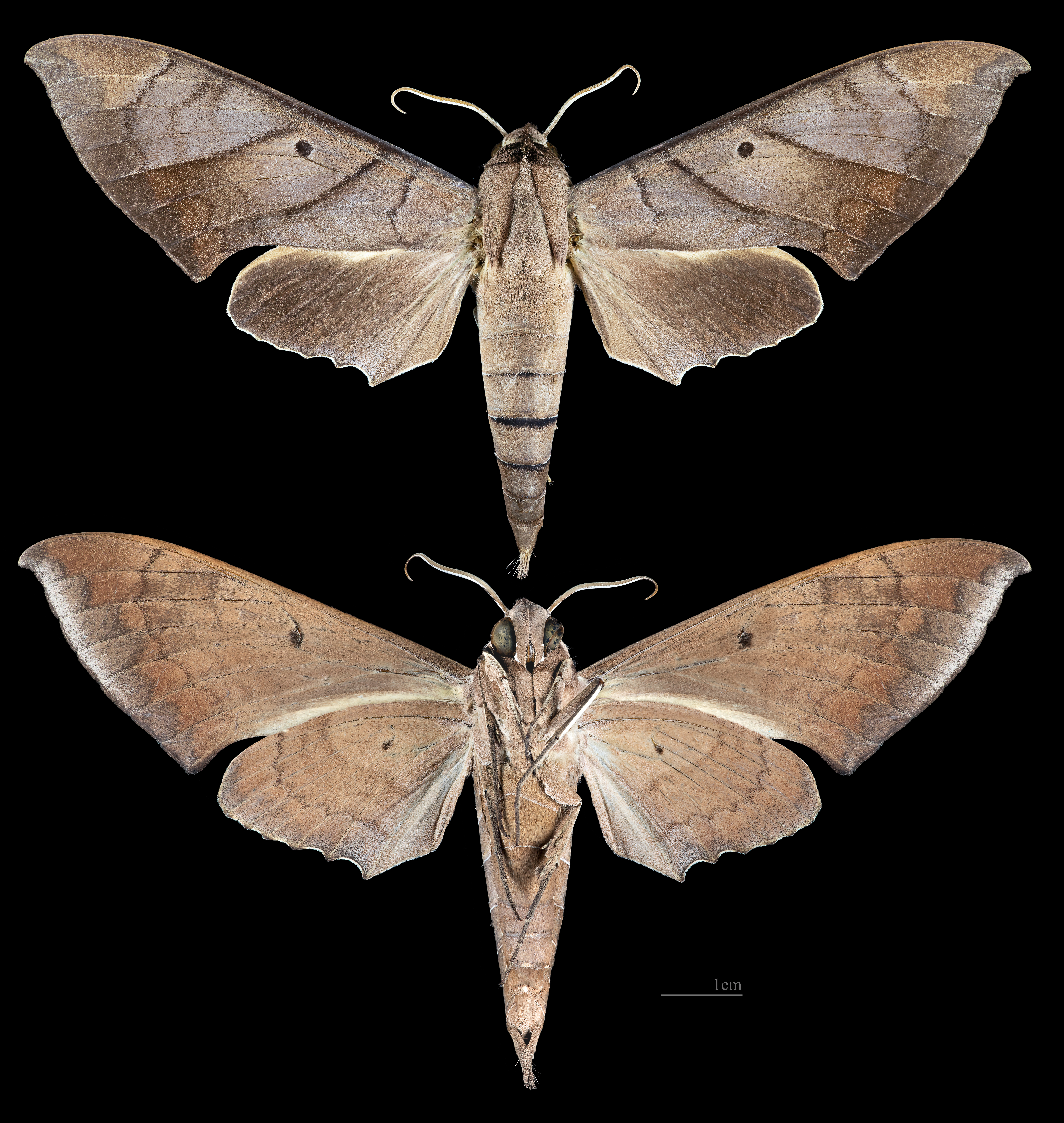
Pachylia
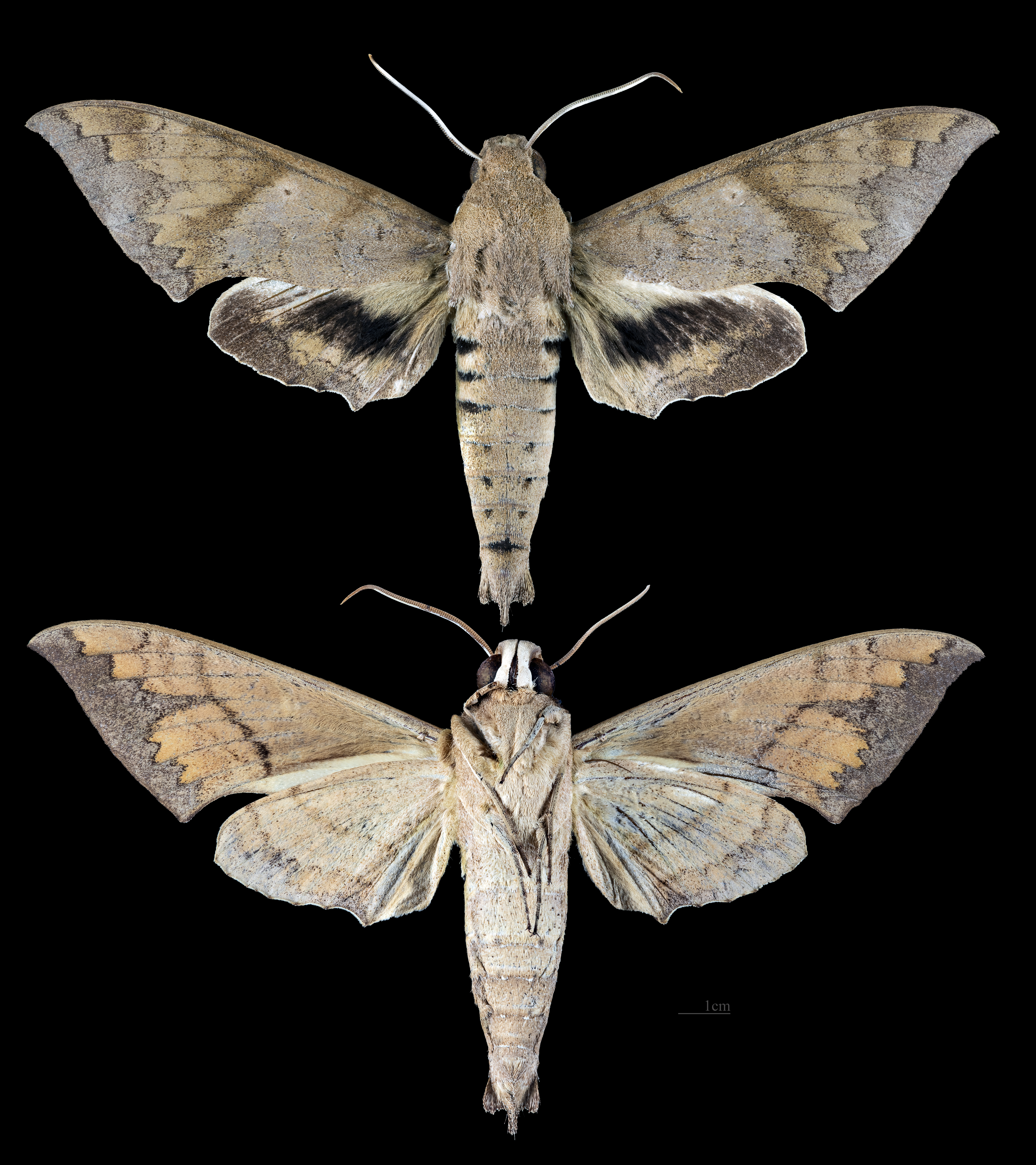
Pachylioides
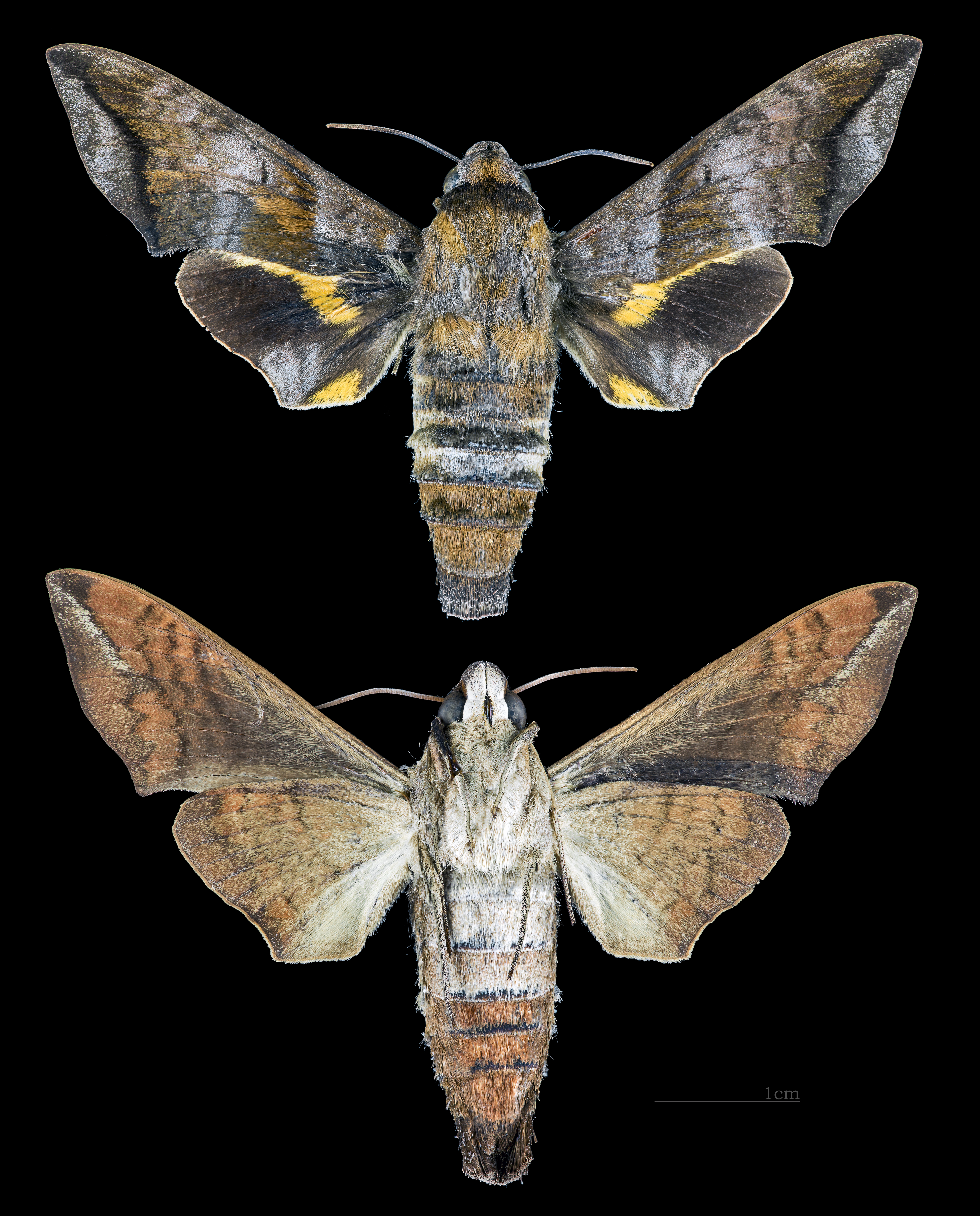
Perigonia
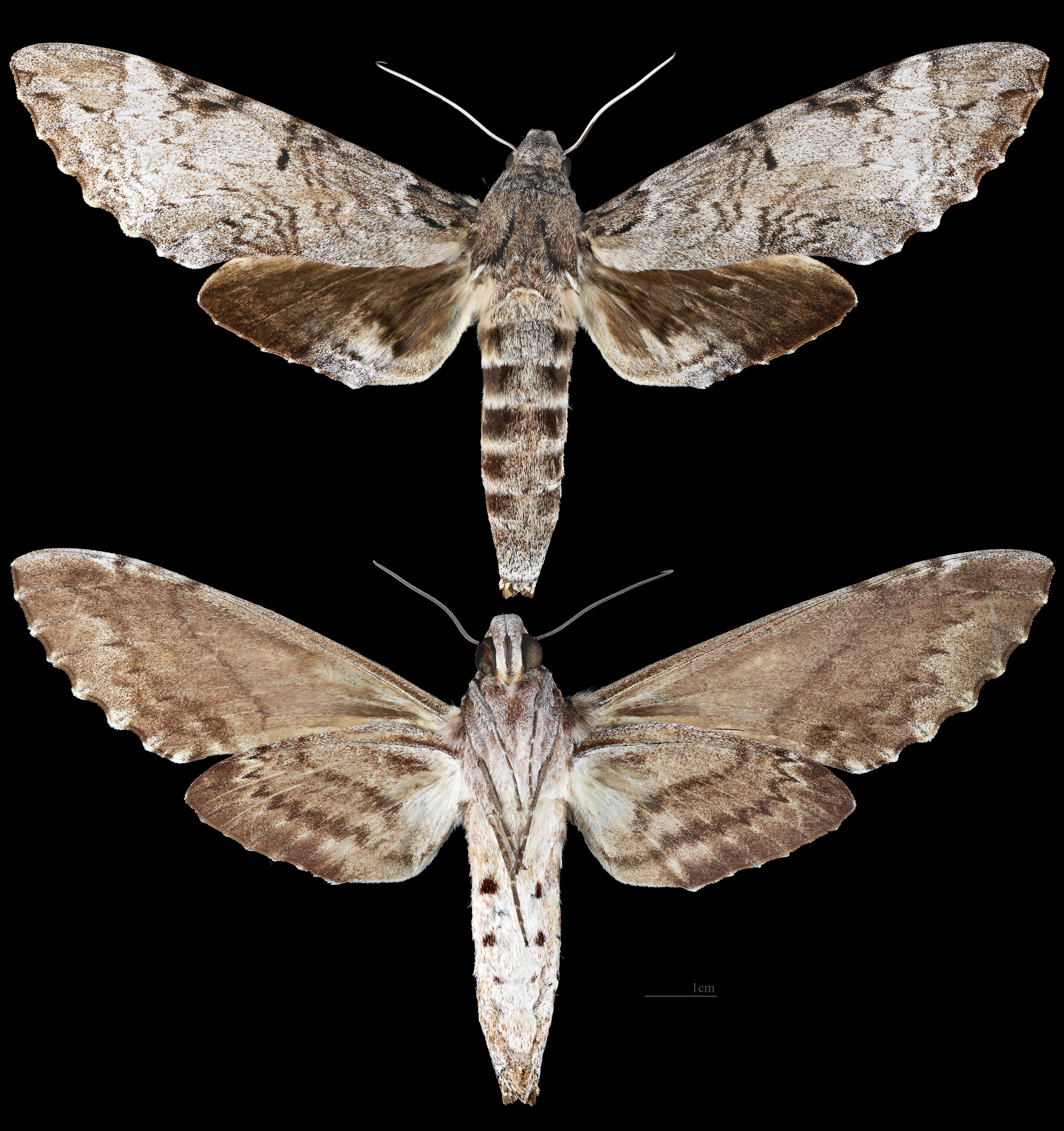
Pseudosphinx
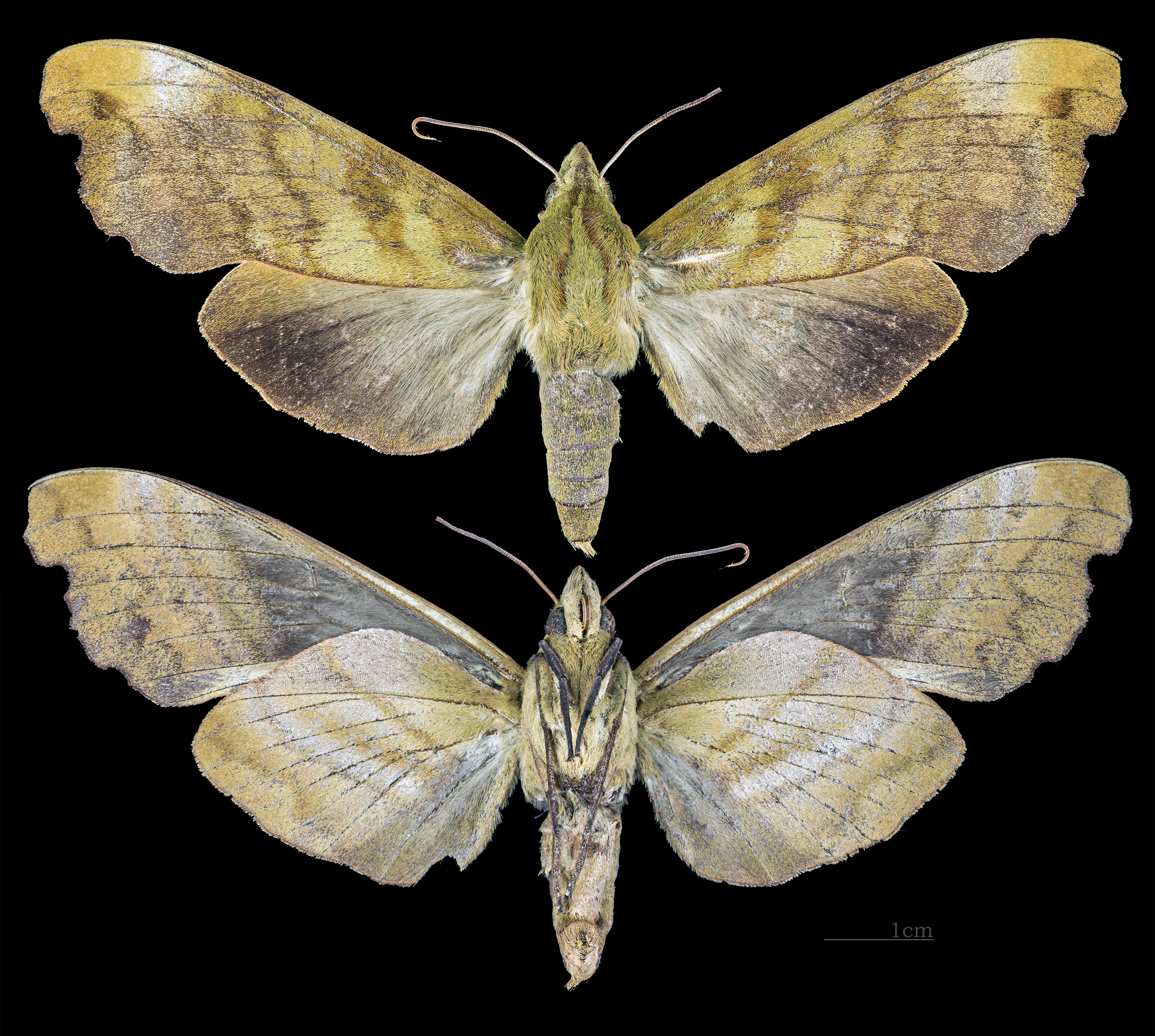
Stolidoptera
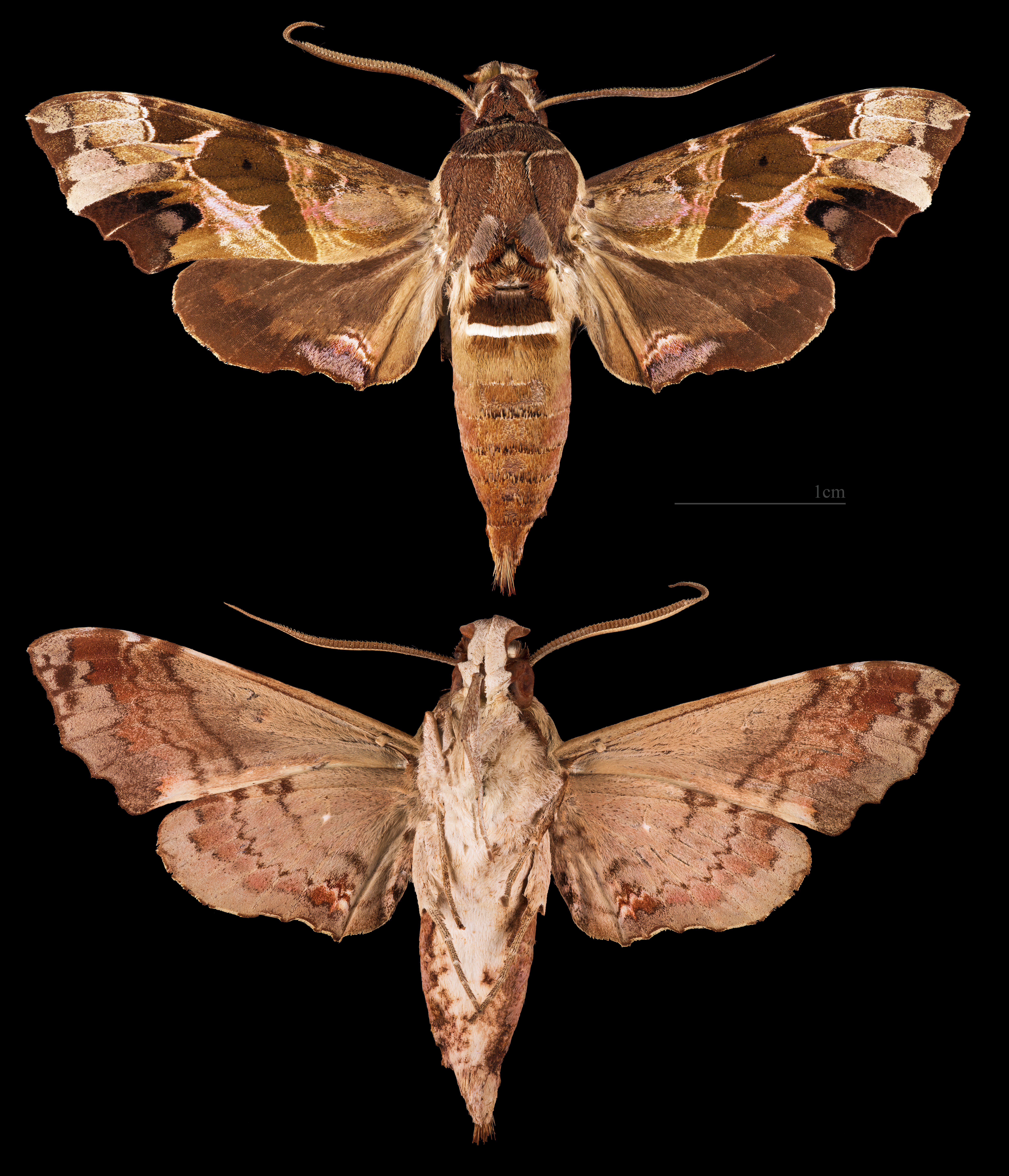
Unzela

- Sous-tribu des Hemarina Tutt, 1902

Cephonodes Hübner, 1819
Hemaris Dalman, 1816

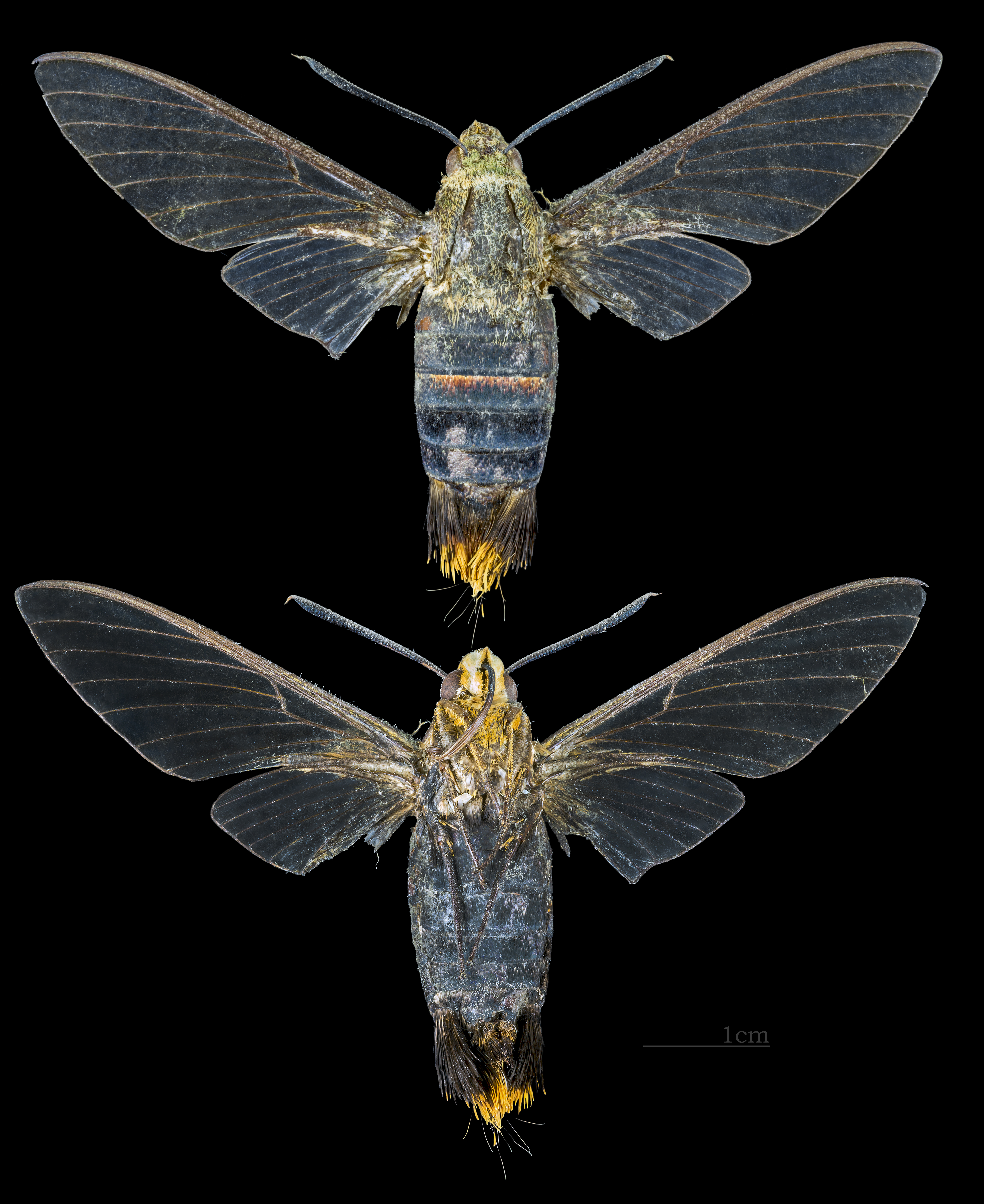
Cephonodes
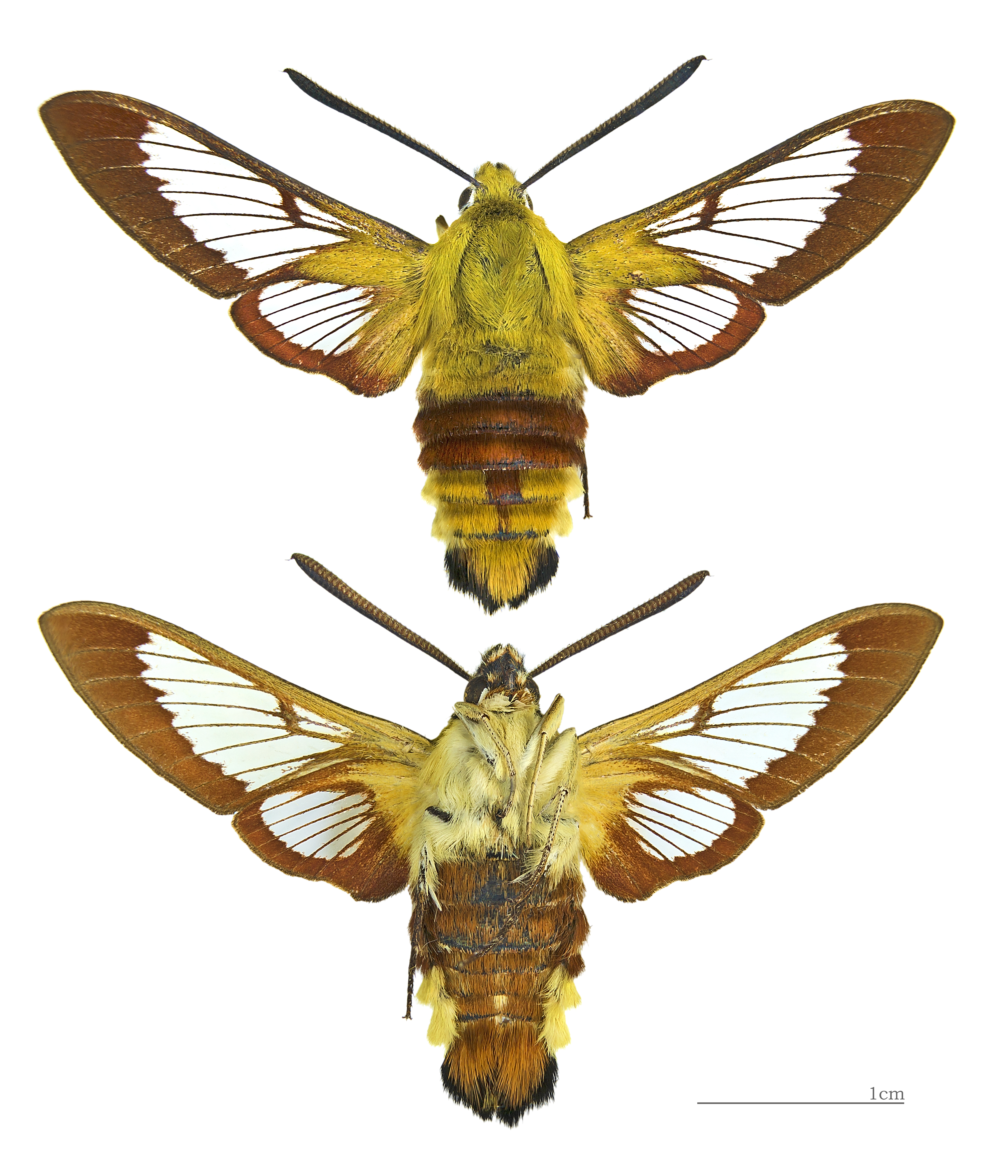
Hemaris

## Distribution
Les genres de la tribu des Dilophonotini ont une distribution essentiellement néotropicale et en partie néarctique. La plupart des espèces vivent dans les écosystèmes allant du sud des États-Unis d'Amérique à la Terre de Feu.
Les deux genres de la sous-tribu des Hemarina ont une  distribution holarctique ou afrotropicale orientale.